# میگل بوور
میگل بوور (اسپانیایی: Miguel Bover‎; ۱۴ فوریهٔ ۱۹۲۸ – ۲۵ ژانویهٔ ۱۹۶۶) دوچرخه‌سوار اهل اسپانیا بود. وی در مسابقات تور دو فرانس شرکت کرده است.